# Frontier n.º 19
Frontier n.º 19 es un municipio rural canadiense situado en la provincia de Saskatchewan.

## Superficie
Frontier n.º 19 tiene una superficie de 1631,39 km².

## Demografía
En 2021, tenía 347 habitantes, una densidad poblacional de 0,2 hab./km², y 107 viviendas.